# Alphonse Collet
Alphonse Hubert Joseph Collet (Beausaint, 23 december 1905 - 30 juni 1971) was een Belgisch volksvertegenwoordiger.

## Levensloop
Alphonse Collet was landbouwer. In 1936 werd hij verkozen tot volksvertegenwoordiger voor Rex in het arrondissement Aarlen-Marche-Bastenaken. Hij vervulde dit mandaat tot in 1939 en stelde zich niet meer opnieuw kandidaat.